# C-League 2016
La C-League 2016 è la 32ª edizione della massima competizione nazionale per club della Cambogia, la squadra campione in carica è il Phnom Penh Crown.

## Classifica
|                     | Pos. | Squadra                   | Pt | G  | V  | N | P  | GF | GS | DR  |
| ------------------- | ---- | ------------------------- | -- | -- | -- | - | -- | -- | -- | --- |
| Cambogia (bandiera) | 1.   | Boeung Ket                | 47 | 18 | 15 | 2 | 1  | 56 | 15 | +41 |
|                     | 2.   | National Defense Ministry | 46 | 18 | 15 | 1 | 2  | 45 | 15 | +30 |
|                     | 3.   | Nagacorp                  | 32 | 17 | 9  | 5 | 3  | 29 | 16 | +13 |
|                     | 4.   | Svay Rieng                | 31 | 18 | 10 | 1 | 7  | 48 | 31 | +17 |
|                     | 5.   | Phnom Penh Crown          | 28 | 18 | 8  | 4 | 6  | 32 | 20 | +12 |
|                     | 6.   | Cambodian Tiger           | 25 | 18 | 7  | 4 | 7  | 36 | 35 | +1  |
|                     | 7.   | National Police           | 17 | 17 | 4  | 5 | 8  | 19 | 30 | -11 |
|                     | 8.   | Western University        | 11 | 18 | 2  | 5 | 11 | 30 | 61 | -31 |
|                     | 9.   | CMAC Utd                  | 8  | 18 | 2  | 2 | 14 | 23 | 60 | -37 |
|                     | 10.  | AEU                       | 6  | 18 | 1  | 3 | 14 | 16 | 51 | -35 |

Legenda:

      Campione della Cambogia 2016, ammessa alla Coppa dell'AFC 2018

      Retrocessa in Cambodian Second League 2017

Note:
Tre punti a vittoria, uno a pareggio, zero a sconfitta.